# Reprezentacja Egiptu w piłce siatkowej mężczyzn

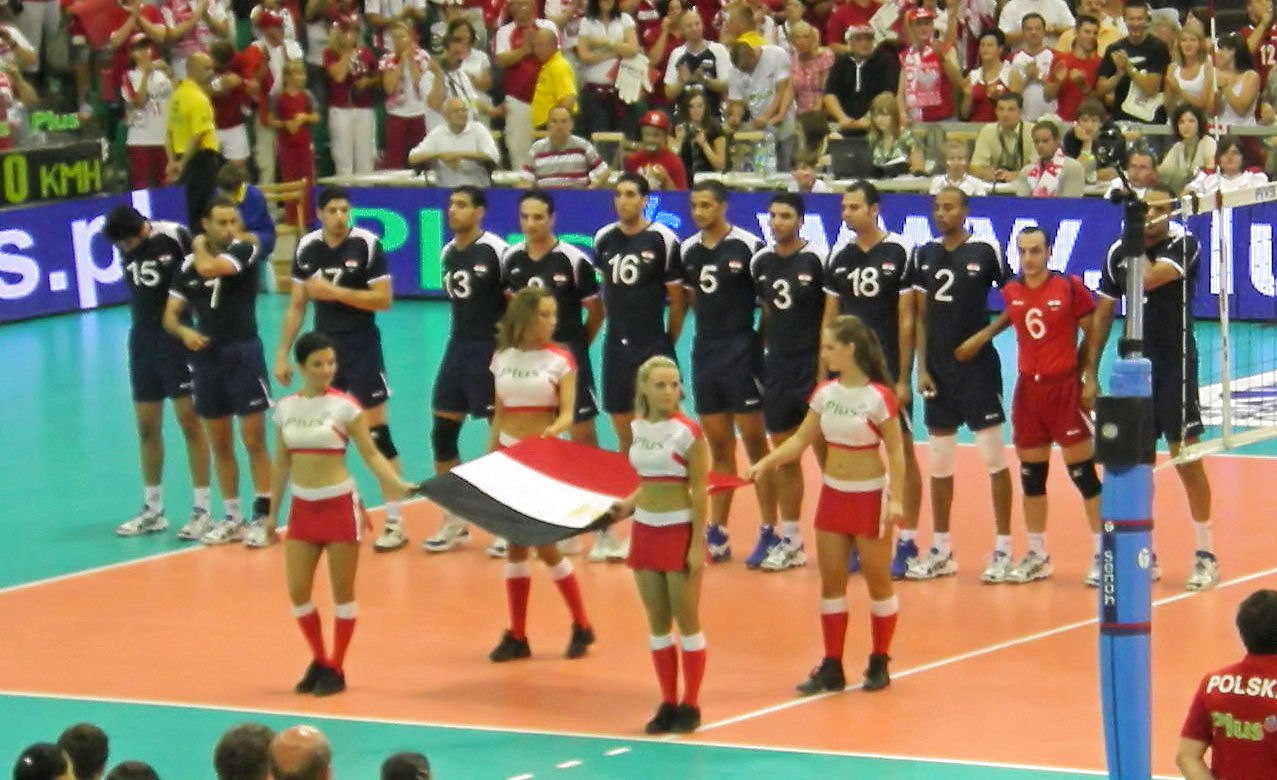
Reprezentacja Egiptu przed meczem Ligi Światowej 2008, Poznań.

Reprezentacja Egiptu w piłce siatkowej mężczyzn – narodowa reprezentacja tego kraju, reprezentująca go na arenie międzynarodowej. Trenerem kadry jest Fernando Muñoz Benítez. Od 2006 do 2007 selekcjonerem tej reprezentacji był Grzegorz Ryś.

## Skład reprezentacji naLigę Światową 2008
| Lp. | Imię i nazwisko      | Rok urodzenia | Wzrost | Klub sportowy                     |
| 1   | Hamdy Awad (K)       | 1972          | 202    | Al-Ahly Kair                      |
| 2   | Abdalla Ahmed        | 1983          | 198    | Acqua Paradiso Gabeca Montichiari |
| 3   | Mohamed Gabal        | 1984          | 195    | Elgaish                           |
| 4   | Ahmed Abd Elnaeim    | 1984          | 197    | Al-Ahly Kair                      |
| 5   | Abdel Latif Ahmed    | 1983          | 202    | Al-Ahly Kair                      |
| 6   | Wael Al Aydy         | 1971          | 178    | Al-Ahly Kair                      |
| 7   | Ashraf Abouel Hassan | 1975          | 184    | Zamalek Kair                      |
| 8   | Saleh Youssef        | 1982          | 191    | Zamalek Kair                      |
| 9   | Mohamed El Mahdy     | 1978          | 196    | Al-Ahly Kair                      |
| 10  | Ahmed Afifi          | 1988          | 194    | Zamalek Kair                      |
| 11  | Mohamed Elnafrawy    | 1983          | 200    | Al-Ahly Kair                      |
| 12  | Mahmoud Ismail       | 1986          | 192    | Smoha                             |
| 13  | Mohamed Badawy       | 1986          | 197    | Zamalek Kair                      |
| 14  | Hossam Shaarawy      | 1984          | 199    | Al-Ahly Kair                      |
| 15  | Ahmed Abdel Fattah   | 1986          | 198    | El-Shams                          |
| 16  | Mohamed Seif Elnasr  | 1983          | 203    | Zamalek Kair                      |
| 17  | Mahmoud Abdelkader   | 1985          | 195    | Al-Ahly Kair                      |
| 18  | Mohamed El Daabousi  | 1987          | 201    | Sporting                          |
| 19  | Mohamed Meawad       | 1987          | 194    | El-Shams                          |

## Osiągnięcia
Igrzyska Afrykańskie:
- 1965, 1973, 1995, 2003, 2007
- 1991
- 1999, 2015, 2019

Mistrzostwa Afryki:
- 1976, 1983, 2005, 2007, 2009, 2011, 2013, 2015, 2023
- 1971, 1991, 1995, 1999, 2003, 2017
- 1989, 1993, 2021